# Прието, Луис (режиссёр)
Луис Прието (исп. Luis Prieto; род. 10 июля 1970, Мадрид) — испанский кинорежиссёр и сценарист.

## Биография
Прието родился в Мадриде в 1970 году. Он изучал экономику и фотографию в Испании, а также искусство кинематографии в Калифорнийском институте искусств в Лос-Анджелесе, где он с отличием окончил в 1994 году Школу кино и видео.
С 1994 по 1999 год Прието жил в США: Сиэтле, Сан-Франциско и Лос-Анджелесе, где работал монтажёром короткометражных фильмов, рекламных роликов и документальных фильмов, включая номинированный на студенческую премию «Оскар» в 1994 году фильм «Ночной голос». В 1999 году Прието работал видеохудожником у музыканта Питера Гэбриела в его Real World Studios в Англии.

## Фильмография
- Бамболео (короткометражный, 2001)
- Огненные бабочки (короткометражный, 2003)
- Резиновый экспресс (2005)
- Я хочу тебя[итал.] (2007)
- Как хорошо, что ты есть (2009)
- Дилер (2012)
- Нация Z (телесериал, 2014): эпизоды «Филадельфийский праздник», «Домашний милый зомби»
- Стартап (телесериал, 2016): эпизоды «Доказательство концепции», «Инвестор-ангел», «Самозагрузка», «Оценка»
- Реанимация (телесериал, 2016): серия 4 сезона 2
- Похищение (2017)
- Большой куш (телесериал, 2018): эпизоды «Сенокос», «Хорошая работа за хорошие деньги», «Тесное пространство», «Работа выполнена»
- Белые линии (телесериал, 2020): эпизоды 3, 4 и 5
- Флирт с дьяволом (2022)
- Академия вампиров (телесериал, 2022): эпизоды «Земля. Воздух. Вода. Огонь» и «Дозор смерти»
- Подземная бездна (2024)